# Marguerite Clayton
Marguerite Clayton, nata Margaret Fitzgerald (Ogden, 12 aprile 1891 – Los Angeles, 20 dicembre 1968), è stata un'attrice statunitense attiva all'epoca del muto.
Girò nella sua carriera molti film western accanto a star quali Broncho Billy Anderson o Harry Carey.

## Biografia
Nata nello Utah, esordì nel cinema a 22 anni, nel 1913, in The Call of the Plains. La pellicola era un western, genere che le restò sempre congeniale.
Nella sua carriera, durata dal 1913 al 1928, Clayton girò ben 180 film. Nel 1920, ebbe la parte di protagonista in un serial avventuroso in 20 episodi, Bride 13, diretto da Richard Stanton.
Si ritirò dal cinema nel 1928. La sua ultima apparizione sullo schermo la fece in Inspiration, di Bernard McEveety, film di una piccola casa indipendente, la Excellent Pictures, una compagnia che produsse alla fine degli anni venti neanche trenta film nei suoi tre anni di attività.
Marguerite Clayton morì in un incidente stradale nel 1968, all'età di 77 anni. Era sposata con il maggiore generale Victor Bertrandias ed è stata sepolta accanto a lui nel cimitero nazionale di Arlington.

## Filmografia
La filmografia è completa. Quando manca il nome del regista, questo non viene riportato nei titoli

### 1913
- The Call of the Plains, regia di Arthur Mackley (1913)
- Hard Luck Bill (1913)
- Broncho Billy's Conscience, regia di Gilbert M. 'Broncho Billy' Anderson (1913)
- Bonnie of the Hills, regia di Lloyd Ingraham (1913)
- Broncho Billy Reforms, regia di Gilbert M. 'Broncho Billy' Anderson (1913)
- The Redeemed Claim, regia di Gilbert M. 'Broncho Billy' Anderson (1913)
- Why Broncho Billy Left Bear Country, regia di Gilbert M. 'Broncho Billy' Anderson (1913)
- The Belle of Siskiyou, regia di Lloyd Ingraham (1913)
- The Struggle, regia di Gilbert M. 'Broncho Billy' Anderson (1913)
- Love and the Law, regia di Lloyd Ingraham (1913)
- Broncho Billy's Oath, regia di Gilbert M. 'Broncho Billy' Anderson (1913)
- A Borrowed Identity, regia di Lloyd Ingraham (1913)
- Broncho Billy Gets Square, regia di Gilbert M. 'Broncho Billy' Anderson (1913)
- Broncho Billy's Elopement, regia di Gilbert M. 'Broncho Billy' Anderson (1913)
- Greed for Gold, regia di Lloyd Ingraham (1913)
- The Doctor's Duty, regia di Gilbert M. 'Broncho Billy' Anderson (1913)
- The Rustler's Step-Daughter, regia di Lloyd Ingraham (1913)
- Broncho Billy's Secret, regia di Gilbert M. 'Broncho Billy' Anderson (1913)
- The Last Laugh, regia di Jess Robbins (1913)
- The Cowboy Samaritan, regia di Lloyd Ingraham (1913)
- Broncho Billy's First Arrest, regia di Gilbert M. 'Broncho Billy' Anderson (1913)
- Broncho Billy's Squareness, regia di Gilbert M. 'Broncho Billy' Anderson (1913)
- The Three Gamblers, regia di Gilbert M. 'Broncho Billy' Anderson (1913)
- Broncho Billy's Christmas Deed, regia di Gilbert M. 'Broncho Billy' Anderson (1913)

### 1914
- The Hills of Peace, regia di Lloyd Ingraham (1914)
- Snakeville's New Doctor, regia di Gilbert M. 'Broncho Billy' Anderson (1914)
- Broncho Billy, Guardian, regia di Gilbert M. 'Broncho Billy' Anderson (1914)
- Broncho Billy and the Bad Man, regia di Gilbert M. 'Broncho Billy' Anderson (1914)
- Broncho Billy and the Settler's Daughter, regia di Gilbert M. 'Broncho Billy' Anderson (1914)
- The Calling of Jim Barton, regia di Gilbert M. 'Broncho Billy' Anderson (1914)
- The Warning, regia di Lloyd Ingraham (1914)
- The Interference of Broncho Billy, regia di Gilbert M. 'Broncho Billy' Anderson (1914)
- Broncho Billy's True Love, regia di Gilbert M. 'Broncho Billy' Anderson (1914)
- The Treachery of Broncho Billy's Pal, regia di Gilbert M. 'Broncho Billy' Anderson (1914)
- Broncho Billy and the Rattler, regia di Gilbert M. 'Broncho Billy' Anderson (1914)
- Broncho Billy-Gun-man, regia di Gilbert M. 'Broncho Billy' Anderson (1914)
- Broncho Billy's Close Call, regia di Gilbert M. 'Broncho Billy' Anderson (1914)
- Broncho Billy's Leap, regia di Gilbert M. 'Broncho Billy' Anderson (1914)
- A Snakeville Romance, regia di Jess Robbins (1914)
- Red Riding Hood of the Hills, regia di Gilbert M. 'Broncho Billy' Anderson (1914)
- Broncho Billy's Cunning, regia di Gilbert M. 'Broncho Billy' Anderson (1914)
- Broncho Billy's Duty, regia di Gilbert M. 'Broncho Billy' Anderson (1914)
- Broncho Billy and the Mine Shark, regia di Gilbert M. 'Broncho Billy' Anderson (1914)
- Broncho Billy, Outlaw, regia di Gilbert M. 'Broncho Billy' Anderson (1914)
- Broncho Billy's Jealousy, regia di Gilbert M. 'Broncho Billy' Anderson (1914)
- Broncho Billy and the Sheriff, regia di Gilbert M. 'Broncho Billy' Anderson (1914)
- Broncho Billy Puts One Over, regia di Gilbert M. 'Broncho Billy' Anderson (1914)
- Broncho Billy and the Gambler, regia di Gilbert M. 'Broncho Billy' Anderson (1914)
- The Squatter's Gal, regia di Gilbert M. 'Broncho Billy' Anderson (1914)
- Broncho Billy's Fatal Joke, regia di Gilbert M. 'Broncho Billy' Anderson (1914)
- Broncho Billy Wins Out, regia di Gilbert M. 'Broncho Billy' Anderson (1914)
- Broncho Billy's Wild Ride, regia di Gilbert M. 'Broncho Billy' Anderson (1914)
- Broncho Billy's Indian Romance, regia di Gilbert M. 'Broncho Billy' Anderson (1914)
- Broncho Billy, a Friend in Need, regia di Gilbert M. 'Broncho Billy' Anderson (1914)
- Broncho Billy Butts In, regia di Gilbert M. 'Broncho Billy' Anderson (1914)
- The Strategy of Broncho Billy's Sweetheart, regia di Gilbert M. 'Broncho Billy' Anderson (1914)
- Broncho Billy, Trapper or Broncho Billy Trapped, regia di Gilbert M. 'Broncho Billy' Anderson (1914)
- Broncho Billy and the Greaser, regia di Gilbert M. 'Broncho Billy' Anderson (1914)
- Broncho Billy-Favorite, regia di Gilbert M. 'Broncho Billy' Anderson (1914)
- Broncho Billy's Mission, regia di Gilbert M. 'Broncho Billy' Anderson (1914)
- Broncho Billy's Decision, regia di Gilbert M. 'Broncho Billy' Anderson (1914)
- The Tell-Tale Hand, regia di Gilbert M. 'Broncho Billy' Anderson (1914)
- Broncho Billy's Scheme, regia di Gilbert M. 'Broncho Billy' Anderson (1914)

### 1915
- When Legend and Honor Called (1915)
- Broncho Billy and the Escaped Bandit or Broncho Billy and the Escape Artist, regia di Gilbert M. 'Broncho Billy' Anderson (1915)
- Broncho Billy and the Claim Jumpers, regia di Gilbert M. 'Broncho Billy' Anderson (1915)
- Broncho Billy and the Sisters, regia di Gilbert M. 'Broncho Billy' Anderson (1915)
- When Love and Honor Called, regia di Gilbert M. 'Broncho Billy' Anderson (1915)
- Broncho Billy's Greaser Deputy, regia di Gilbert M. 'Broncho Billy' Anderson (1915)
- Broncho Billy's Teachings, regia di Gilbert M. 'Broncho Billy' Anderson (1915)
- Ingomar of the Hills, regia di Gilbert M. 'Broncho Billy' Anderson (1915)
- Andy of the Royal Mounted, regia di Gilbert M. 'Broncho Billy' Anderson (1915)
- The Face at the Curtain, regia di Gilbert M. 'Broncho Billy' Anderson (1915)
- His Wife's Secret, regia di Gilbert M. 'Broncho Billy' Anderson (1915)
- The Tie That Binds, regia di Gilbert M. 'Broncho Billy' Anderson (1915)
- His Regeneration, regia di Gilbert M. 'Broncho Billy' Anderson (1915)
- The Other Girl, regia di Gilbert M. 'Broncho Billy' Anderson (1915)
- The Bachelor's Burglar, regia di Gilbert M. 'Broncho Billy' Anderson (1915)
- Broncho Billy's Word of Honor, regia di Gilbert M. 'Broncho Billy' Anderson (1915)
- The Wealth of the Poor, regia di Gilbert M. 'Broncho Billy' Anderson (1915)
- Broncho Billy and the Land Grabber, regia di Gilbert M. 'Broncho Billy' Anderson (1915)
- Her Realization, regia di Gilbert M. 'Broncho Billy' Anderson (1915)
- The Little Prospector, regia di Gilbert M. 'Broncho Billy' Anderson (1915)
- Broncho Billy Well Repaid, regia di Gilbert M. 'Broncho Billy' Anderson (1915)
- The Bachelor's Baby, regia di Gilbert M. 'Broncho Billy' Anderson (1915)
- Broncho Billy's Surrender, regia di Gilbert M. 'Broncho Billy' Anderson (1915)
- Broncho Billy's Protege, regia di Gilbert M. 'Broncho Billy' Anderson (1915)
- Broncho Billy Steps In, regia di Gilbert M. 'Broncho Billy' Anderson (1915)
- Broncho Billy's Marriage, regia di Gilbert M. 'Broncho Billy' Anderson (1915)
- Her Return, regia di Gilbert M. 'Broncho Billy' Anderson (1915)
- Broncho Billy Begins Life Anew, regia di Gilbert M. 'Broncho Billy' Anderson (1915)
- Broncho Billy and the Lumber King, regia di Gilbert M. 'Broncho Billy' Anderson (1915)
- An Unexpected Romance, regia di Gilbert M. 'Broncho Billy' Anderson (1915)
- The Convict's Threat, regia di Gilbert M. 'Broncho Billy' Anderson (1915)
- Broncho Billy Misled, regia di Gilbert M. 'Broncho Billy' Anderson (1915)
- Broncho Billy, Sheepman, regia di Gilbert M. 'Broncho Billy' Anderson (1915)
- Suppressed Evidence, regia di Gilbert M. 'Broncho Billy' Anderson (1915)
- Broncho Billy Evens Matters, regia di Gilbert M. 'Broncho Billy' Anderson (1915)
- Broncho Billy's Cowardly Brother, regia di Gilbert M. 'Broncho Billy' Anderson (1915)
- The Black Heart (1915)
- The Birthmark (1915)
- It Happened in Snakeville, regia di Roy Clements (1915)
- A Christmas Revenge, regia di Gilbert M. 'Broncho Billy' Anderson (1915)
- A Daughter of the City, regia di E.H. Calvert (1915)

### 1916
- The House of Revelation (1916)
- Vultures of Society, regia di Arthur Berthelet e E.H. Calvert (1916)
- Beyond the Law, regia di E.H. Calvert (1916)
- The Intruder (1916)
- Unknown (1916)
- I Will Repay (1916)
- Putting It Over, regia di Charles Michelson (1916)
- The Promise Land, regia di Lawrence C. Windom (1916)
- According to the Code, regia di E.H. Calvert (1916)
- Worth While, regia di E.H. Calvert (1916)
- A Million for a Baby, regia di Harry Beaumont (1916)
- When Justice Won, regia di E.H. Calvert (1916)
- Twin Fates, regia di Harry Beaumont (1916)
- An Old-Fashioned Girl (1916)
- Lost, Twenty-Four Hours, regia di Lawrence C. Windom (1916)
- Borrowed Sunshine, regia di Lawrence C. Windom (1916)
- The Heart of Virginia Keep, regia di Richard Foster Baker (1916)
- The Prince of Graustark, regia di Fred E. Wright (1916)
- Not in the News, regia di Charles Ashley (1916)
- The Egg (1916)
- The Burning Band, regia di E.H. Calvert (1916)
- Dancing with Folly, regia di E.H. Calvert (1916)
- Wife in Sunshine, regia di E.H. Calvert (1916)

### 1917
- When the Man Speaks, regia di E.H. Calvert (1917)
- The Wide, Wrong Way, regia di E.H. Calvert (1917)
- The Sinful Marriage, regia di E.H. Calvert (1917)
- The Magic Mirror, regia di E.H. Calvert (1917)
- Shifting Shadows, regia di E.H. Calvert (1917)
- Desertion and Non-Support, regia di E.H. Calvert (1917)
- Ashes on the Hearthstone, regia di E.H. Calvert (1917)
- The Extravagant Bride, regia di E.H. Calvert (1917)
- The Vanishing Woman (1917)
- The Pulse of Madness, regia di E.H. Calvert (1917)
- The Pallid Dawn, regia di E.H. Calvert (1917)
- The Wifeless Husband, regia di E.H. Calvert (1917)
- Meddling with Marriage, regia di E.H. Calvert (1917)
- Pass the Hash, Ann, regia di Arthur Berthelet (1917)
- The Night Workers, regia di J. Charles Haydon (1917)
- The Clock Struck One, regia di Lawrence C. Windom (1917)
- The Rainbow Box, regia di Harry Beaumont (1917)
- The Long Green Trail, regia di Harry Beaumont (1917)
- Star Dust, regia di Fred E. Wright (1917)
- The Fable of All That Triangle Stuff As Sized Up by the Meal Ticket, regia di Richard Foster Baker (1917)
- Two-Bit Seats, regia di Lawrence C. Windom (1917)
- The Dream Doll, regia di Howard S. Moss (1917)

### 1918/1919
- Hit-the-Trail Holliday, regia di Marshall Neilan (1918)
- Inside the Lines, regia di David Hartford (1918)
- The Man of Bronze, regia di David Hartford (1918)
- Luna nuova (The New Moon), regia di Chester Withey (1919)
- Bullin' the Bullsheviki, regia di Frank P. Donovan (1919)

### 1920/1921/1922
- Bride 13, regia di Richard Stanton (1920)
- Il segreto della segretaria (The Pleasure Seekers), regia di George Archainbaud (1920)
- The Inside of the Cup, regia di Albert Capellani (1921)
- Forbidden Love, regia di Philip Van Loan (1921)
- Dangerous Toys, regia di Samuel R. Bradley (1921)
- Go Get 'Em Hutch, regia di George B. Seitz (1922)
- The Curse of Drink, regia di Harry O. Hoyt (1922)

### 1923
- Il canyon dei pazzi (Canyon of the Fools), regia di Val Paul (1923)
- Desert Driven, regia di Val Paul (1923)
- What Love Will Do, regia di Robert N. Bradbury (1923)
- Men in the Raw, regia di George Marshall (1923)

### 1924
- The Dawn of a Tomorrow, regia di George Melford (1924)
- The Circus Cowboy, regia di William A. Wellman (1924)
- Tiger Thompson, regia di B. Reeves Eason (1924)
- The Street of Tears, regia di Travers Vale (1924)
- Flashing Spurs, regia di B. Reeves Eason (1924)
- Idle Tongues, regia di Lambert Hillyer (1924)

### 1925/1926/1927/1928
- Barriers of the Law, regia di J.P. McGowan (1925)
- Straight Through, regia di Arthur Rosson (1925)
- The Bandit Tamer, regia di J.P. McGowan (1925)
- Wolf Blood, regia di George Chesebro e Bruce M. Mitchell (1925)
- Sky High Corral, regia di Clifford Smith (1926)
- The Palm Beach Girl, regia di Erle C. Kenton (1926)
- The Power of the Weak, regia di William James Craft (1926)
- Twin Flappers (1927)
- Inspiration, regia di Bernard McEveety (1928)

## Film o documentari dove appare Marguerite Clayton
- The Film Parade, regia di J. Stuart Blackton - filmato d'archivio (1933)